# Si carotidi
En anatomia humana, el si carotidiés una àrea dilatada a la base de l'artèria caròtide interna just per sobre de la bifurcació de la caròtide interna i la caròtide externa al nivell de la vora superior del cartílag tiroidal. El si carotidi s'estén des de la bifurcació fins a la "veritable" artèria caròtide interna. El si carotidi és sensible als canvis de pressió a la sang arterial a aquest nivell. És el principal lloc de barorecepció en humans i en la majoria de mamífers.
En cas d'augment de la pressió arterial, les parets de les artèries pateixen un estirament, que provoca una estimulació dels baroreceptors presents tant al si carotidi com a l'arc aòrtic. Arran d'aquesta estimulació, es produeix un augment dels impulsos nerviosos en el nervi glossofaringi dirigits al cervell que activen el sistema nerviós parasimpàtic a través de l'eferència reflectida en el nervi vague. Aquest últim augmentarà l'alliberament d'acetilcolina que disminuirà l'activitat del sistema nerviós simpàtic. Tot això comportarà una reducció de la freqüència cardíaca (amb la consegüent reducció del cabal cardíac) i una vasodilatació amb una disminució de la pressió arterial. Tot això pot passar en qüestió de segons o minuts.
Alguns estudis mostren com la sensibilitat del baroreceptor es veu compromesa en molts pacients cardíacs i que aquesta alteració pot determinar una activitat excessiva i alterada del sistema simpàtic que representa un factor d'inestabilitat en el context d'un substrat vulnerable; per exemple, en el postinfart agut de miocardi la seva valoració representa un excel·lent índex pronòstic: els pacients amb una notable reducció d'aquesta sensibilitat tenen un pitjor pronòstic caracteritzat per un augment del risc de fibril·lació ventricular i de mort.